# چارلز کراوس (ژیمناست)
چارلز کراوس (انگلیسی: Charles Krause) ژیمناست هنری اهل ایالات متحده آمریکا بود.
از افتخارات وی میتوان به کسب مدال نقره و برنز در بازی‌های المپیک تابستانی ۱۹۰۴ اشاره کرد.